# Mạnh Trường
Mạnh Trường (tên đầy đủ: Nguyễn Mạnh Trường, sinh ngày 11 tháng 9 năm 1985 tại Hà Nội) là một nam diễn viên, người mẫu Việt Nam. Anh được biết đến qua các bộ phim Bí mật tam giác vàng, Người đứng trong gió, Zippo, mù tạt và em, Cả một đời ân oán, Ngược chiều nước mắt, Chạy trốn thanh xuân, Sinh tử, Tình yêu và tham vọng, Hồ sơ cá sấu, Hương vị tình thân. Năm 2021, anh nhận được giải thưởng Nam diễn viên chính xuất sắc nhất phim truyện truyền hình tại Giải Cánh diều 2020. Năm 2022, anh đã nhận giải Nam diễn viên ấn tượng tại giải thưởng Ấn tượng VTV - VTV Awards 2021.

## Tiểu sử và sự nghiệp
Mạnh Trường sinh ngày 11 tháng 9 năm 1985 tại Hà Nội. Anh là một nam diễn viên được biết đến với nhiều vai diễn phim truyền hình và một số phim điện ảnh, phim video (phim truyền hình ngắn tập). Từng giành được giải Siêu mẫu ăn ảnh tại cuộc thi Siêu mẫu Việt Nam 2004 nhưng Mạnh Trường nhanh chóng rẽ lối sang nghiệp diễn xuất với nhiều vai diễn ấn tượng trong nhiều phim truyền hình. Mạnh Trường có diễn xuất khá đa dạng và nhiều màu sắc với nhiều vai diễn có hoàn cảnh khác nhau. Những bộ phim thành công mà Mạnh Trường từng thể hiện có thể kể đến như Đường lên Điện Biên, Bí mật tam giác vàng, Hoa nở trái mùa... Anh  và con gái đầu lòng từng tham dự mùa thứ hai của chương trình Bố ơi! Mình đi đâu thế? và tạo được nhiều chú ý vì sự dễ thương và cá tính của cả hai bố con. Vào năm 2021, anh nhận Giải thưởng Nam diễn viên chính xuất sắc nhất phim truyện truyền hình qua vai diễn Lê Anh Hải trong Hồ sơ cá sấu tại Lễ trao giải Cánh Diều 2020. Năm 2021, anh nhận Giải thưởng Nam diễn viên truyền hình Ấn tượng qua vai diễn Hoàng Long trong Hồ sơ cá sấu.

## Danh sách phim

### Phim truyền hình
| Năm  | Phim                           | Kênh | Vai                        | Đạo diễn                                                         | Bạn diễn                                                            | Nguồn                                            |
| ---- | ------------------------------ | ---- | -------------------------- | ---------------------------------------------------------------- | ------------------------------------------------------------------- | ------------------------------------------------ |
| 2001 | Không phải trò đùa             | VTV3 | Tùng                       | Vũ Minh Trí                                                      | Văn Hiệp                                                            |                                                  |
| 2008 | Những cánh hoa bay             | VTV3 | Nguyên                     | Bùi Huy Thuần                                                    | Thu Hiền                                                            | [ 13 ]                                           |
| 2011 | Huyền sử thiên đô              | VTV3 | Hà Cang                    | Đặng Tất Bình, Phạm Thanh Phong, Nguyễn Thế Vinh, Phạm Duy Thanh | Thu Quỳnh                                                           |                                                  |
| 2011 | Nếu chỉ là giấc mơ             | VTV3 | Quang                      | Nguyễn Tiến Dũng, Trần Quang Vinh                                | Phùng Thu Huyền                                                     |                                                  |
| 2012 | Chân trời trắng                | VTV3 | Huy                        | Phạm Gia Phương, Nguyễn Đức Hiếu                                 | Diệp Anh                                                            | [ 14 ]                                           |
| 2012 | Đỗ quyên trong mưa             | HTV9 | Hà Nguyên                  | Bùi Nam Yên                                                      | Hồ Thái Huy                                                         |                                                  |
| 2013 | Bí mật tam giác vàng           | VTV3 | Minh Hoàn                  | Nguyễn Dương                                                     | Dương Hồng Nhung, Diễm Hằng                                         | [ 15 ] [ 16 ] [ 17 ] [ 18 ] [ 19 ] [ 20 ] [ 21 ] |
| 2013 | Hương ngọc lan                 | VTV3 | Nguyên                     | Nguyễn Đức Hiếu                                                  | Thu Quỳnh, Vũ Thu Hoài                                              |                                                  |
| 2013 | Hoa nở trái mùa                | VTV3 | Việt                       | Nguyễn Khải Anh, Nguyễn Đức Hiếu                                 | Thanh Vân Hugo, Hải Anh, Thùy Dương                                 | [ 22 ] [ 23 ] [ 24 ]                             |
| 2015 | Người đứng trong gió           | VTV3 | Hữu Khánh                  | Bùi Nam Yên, Trần Quế Ngọc                                       | Thân Thúy Hà, Hà Việt Dũng, Nhã Phương                              | [ 25 ] [ 26 ]                                    |
| 2015 | Đường lên Điện Biên            | VTV1 | Hùng                       | Bùi Tuấn Dũng                                                    | Hoàng Hải                                                           | [ 27 ]                                           |
| 2016 | Zippo, mù tạt và em            | VTV3 | Sơn                        | Trọng Trinh, Bùi Tiến Huy                                        | Hồng Đăng, Lã Thanh Huyền, Việt Anh                                 | [ 28 ] [ 29 ]                                    |
| 2016 | Tuổi thanh xuân 2              | VTV3 | Phong                      | Nguyễn Khải Anh, Bùi Tiến Huy, Myung Hyun Woo                    | Nhã Phương, Kang Tae Oh                                             | [ 30 ]                                           |
| 2017 | Nơi ẩn nấp bình yên            | VTV1 | Duy Trung                  | Nguyễn Khải Hưng, Nguyễn Đức Hiếu                                | Thu Quỳnh                                                           | [ 31 ]                                           |
| 2017 | Ngược chiều nước mắt           | VTV1 | Thành                      | Vũ Minh Trí                                                      | Phương Oanh, Thu Quỳnh, Phan Minh Huyền, Hà Việt Dũng               | [ 32 ]                                           |
| 2017 | Cả một đời ân oán              | VTV3 | Hoàng Đăng                 | Trọng Trinh, Vũ Trường Khoa, Bùi Tiến Huy                        | Hồng Đăng, Hồng Diễm, Lan Phương                                    | [ 33 ] [ 34 ] [ 35 ]                             |
| 2018 | Chạy trốn thanh xuân           | VTV3 | Nam                        | Vũ Minh Trí, Nguyễn Đức Hiếu                                     | Phan Minh Huyền, Huỳnh Anh, Bình An, Lưu Đê Ly                      | [ 36 ] [ 37 ]                                    |
| 2019 | Sinh tử                        | VTV1 | Kiểm sát viên Bùi Tiến Huy | Nguyễn Mai Hiền, Nguyễn Khải Hưng                                | Việt Anh, Doãn Quốc Đam, Chí Nhân, Thanh Hương                      | [ 38 ]                                           |
| 2020 | Tình yêu và tham vọng          | VTV3 | Kiều Phong                 | Bùi Tiến Huy                                                     | Lã Thanh Huyền, Diễm My, Nhan Phúc Vinh, Thanh Sơn, Phan Minh Huyền | [ 39 ]                                           |
| 2020 | Cảnh sát hình sự: Hồ sơ cá sấu | VTV3 | Lê Anh Hải                 | Nguyễn Mai Hiền                                                  | Phan Minh Huyền, Hoàng Hải, Việt Anh, Doãn Quốc Đam, Kiều Anh       | [ 40 ] [ 41 ] [ 42 ] [ 43 ] [ 44 ]               |
| 2021 | Hương vị tình thân             | VTV1 | Hoàng Long                 | Nguyễn Danh Dũng                                                 | Phương Oanh, Thu Quỳnh                                              | [ 45 ] [ 46 ] [ 47 ] [ 48 ] [ 49 ] [ 50 ] [ 51 ] |
| 2023 | Đừng nói khi yêu               | VTV3 | Kim Quy (Leo Nguyễn)       | Bùi Tiến Huy                                                     | Đình Tú, Thùy Anh, Trình Mỹ Duyên                                   |                                                  |
| 2023 | Chúng ta của 8 năm sau         | VTV3 | Lâm                        | Bùi Tiến Huy                                                     | Phan Minh Huyền, Nguyễn Quỳnh, Thùy Anh                             |                                                  |
| 2024 | Không thời gian                | VTV1 | Trung tá Lê Nguyên Đại     | Nguyễn Danh Dũng                                                 | Lê Xuân Anh, Đào Chí Nhân, Phạm Thị Bích Ngọc                       |                                                  |
| 2025 | Lằn ranh                       | VTV1 | Huỳnh                      | Nguyễn Mai Hiền                                                  | Nguyễn Hồng Diễm, Phạm Tiến Lộc                                     |                                                  |

### Phim điện ảnh/Phim video
| Năm  | Phim                 | Vai       | Đạo diễn        | Bạn diễn  | Nguồn  |
| ---- | -------------------- | --------- | --------------- | --------- | ------ |
| 2007 | Mùa thu không cô đơn | Dũng      | Trần Trung Dũng |           |        |
| 2015 | Thầu Chín ở Xiêm     | Thầu Chín | Bùi Tuấn Dũng   | Hoàng Hải | [ 52 ] |

## Đời tư
Lan Phương và Mạnh Trường vốn là bạn học từ cấp 2. Đến hết cấp 3, Lan Phương được gia đình thu xếp đưa sang Đức định cư nhưng cô đã không đi và ở lại. Cô đã khuyên Mạnh Trường thi vào Trường Đại học Sân khấu và Điện ảnh Hà Nội. Năm 2008, Mạnh Trường kết hôn khi mới 23 tuổi, ngày Lan Phương và Mạnh Trường đính hôn cũng là ngày Hà Nội mưa ngập lụt. Hiện tại, hai người đã có 1 bé trai và 1 bé gái. Chíp, tên thật là Phương Linh đã cùng Mạnh Trường tham gia chương trình Bố ơi! Mình đi đâu thế? (mùa 2). Đến ngày 22 tháng 11 năm 2022, gia đình anh đón thêm thành viên thứ 3 là một bé trai.

## Thành tích

### Giải thưởng và đề cử
| Giải thưởng                                | Năm  | Hạng mục                                                  | Tác phẩm đề cử                         | Kết quả   | Nguồn                       |
| ------------------------------------------ | ---- | --------------------------------------------------------- | -------------------------------------- | --------- | --------------------------- |
| Liên hoan phim Việt Nam                    | 2007 | Nam diễn viên phụ xuất sắc phim video                     | Mùa thu không cô đơn                   | Đoạt giải |                             |
| Cánh diều vàng                             | 2014 | Nam diễn viên chính xuất sắc nhất phim truyện điện ảnh    | Thầu Chín ở Xiêm                       | Đề cử     |                             |
| Cánh diều vàng                             | 2018 | Nam diễn viên chính xuất sắc nhất phim truyện truyền hình | Cả một đời ân oán                      | Đề cử     |                             |
| Cánh diều vàng                             | 2020 | Nam diễn viên chính xuất sắc nhất phim truyện truyền hình | Hồ sơ cá sấu                           | Đoạt giải | [ 55 ]                      |
| Ấn tượng VTV                               | 2016 | Diễn viên nam Ấn tượng                                    | Zippo, mù tạt và em                    | Đề cử     | [ 56 ]                      |
| Ấn tượng VTV                               | 2018 | Diễn viên nam Ấn tượng                                    | Cả một đời ân oán                      | Đề cử     | [ 57 ]                      |
| Ấn tượng VTV                               | 2020 | Diễn viên nam Ấn tượng                                    | Tình yêu và tham vọng                  | Đề cử     | [ 58 ]                      |
| Ấn tượng VTV                               | 2021 | Diễn viên nam Ấn tượng                                    | Hương vị tình thân                     | Đoạt giải | [ 59 ] [ 60 ] [ 61 ] [ 62 ] |
| Giải Mai Vàng                              | 2021 | Nam diễn viên điện ảnh - truyền hình                      | Hương vị tình thân                     | Đề cử     | [ 63 ] [ 64 ]               |
| Liên hoan truyền hình toàn quốc lần thứ 42 | 2025 | Nam diễn viên chính xuất sắc (Phim truyền hình)           | Không thời gian Chúng ta của 8 năm sau | Đoạt giải | [ 65 ]                      |

### Chương trình truyền hình / Cuộc thi người mẫu
- Siêu mẫu Việt Nam 2004
  - Khu vực Hà Nội và các tỉnh thành phía Bắc: Giải Phong cách[66]
  - Toàn quốc: Top 10 (Nam), Giải Siêu mẫu ăn ảnh

## Chương trình truyền hình
- Bố ơi! Mình đi đâu thế (Mùa 2)
  - Tham gia cùng với bé Chíp (Phương Linh)[67]
- Ai là triệu phú
  - Tư cách là người trợ giúp cho Việt Anh ở câu số 9 (Quyền trợ giúp gọi điện thoại cho người thân) vào số ngày 13/7/2021 [68] và Tư cách người chơi vào ngày 31/3/2024
- Cuộc hẹn cuối tuần
  - Khách mời cùng với Phương Oanh[69]
- Hãy chọn giá đúng
  - người tham gia chương trình